# Лассе Вібе
Лассе Вібе (дан. Lasse Vibe, нар. 22 лютого 1987, Орхус) — данський футболіст, нападник клубу «Мідтьюлланн» та національної збірної Данії.

## Клубна кар'єра
У дорослому футболі дебютував 2007 року виступами за команду «Орхус», вихованцем якої і був, проте закріпитися в команді не зумів.
На початку 2009 року в пошуках ігрової практики Лассе на правах вільного агента підписав контракт з клубом другого дивізіону «Фюном». У своєму дебютному сезоні він допоміг команді виграти турнір і вийти в першу лігу. 
У липні 2010 року Вібе перейшов в «Вестшелланн» в складі якого в першому ж сезоні став кращим бомбардиром команди. 
На початку 2012 року Лассе став гравцем «Сеннер'юска». У матчі проти «Брондбю» Лассе дебютував у данській Суперлізі. 18 березня в поєдинку проти «Сількеборга» він забив свій перший гол за клуб. 28 березня 2013 року в матчі проти «Сількеборга» Вібе зробив перший у кар'єрі хет-трик. За підсумками сезону він став найкращим бомбардиром команди.
В червні 2013 року Лассе перейшов у шведський «Гетеборг». 18 липня в матчі кваліфікації Ліги Європи проти словацького «Тренчина» (0:0) він дебютував за нову команду. 28 липня у поєдинку проти «Гельсінгборга» Вібе дебютував у Аллсвенскан лізі. 1 вересня в матчі проти «Атвідаберга» данський легіонер забив свій перший гол за «Гетеборг». У 2014 році Вібе допоміг клубу зайняти друге місце в чемпіонаті, а сам з 23 голами став найкращим бомбардиром чемпіонату. У 2015 році він став володарем Кубку Швеції, з 7 голами став його кращим снайпером. Причому один з них Вібе забив у фіналі в ворота «Еребру».
Влітку 2015 року Вібе за 1,3 млн. євро перейшов у англійський «Брентфорд», підписавши контракт на три роки. Сума трансферу склала 1,3 млн. євро. 8 серпня в матчі проти «Іпсвіч Таун» він дебютував у Чемпіоншипі, замінивши у другому таймі Алана Маккормака. 29 серпня в поєдинку проти «Редінга» Лассе забив свій перший гол за «Брентфорд». Після того, як у листопаді основний нападник команди Марко Джуріцин отримав травму, Вібе отримав свій шанс і за підсумками сезону, разом з Аланом Джаджом, з 14 голами став кращим бомбардиром команди. Загалом встиг відіграти за клуб з Лондона 41 матч в національному чемпіонаті.

## Виступи за збірну
3 вересня 2014 року дебютував в офіційних іграх у складі національної збірної Данії в товариському матчі проти збірної Туреччини (1:2), замінивши у другому таймі Томаса Каленберга. 11 жовтня в відбірковому матчі чемпіонату Європи 2016 року проти збірної Албанії Лассе забив свій перший гол за національну команду. Наразі провів у формі головної команди країни 10 матчів, забивши 1 гол.
2016 року захищав кольори олімпійської збірної Данії на Олімпійських іграх 2016 року у Ріо-де-Жанейро.

## Титули і досягнення

### Командні
Гетеборг
- Володар Кубка Швеції: 2014-15

Мідтьюлланн
- Чемпіон Данії: 2019–20

### Індивідуальні
- Найкращий бомбардир Аллсвенскан ліги: 2014 (23 голи)
- Найкращий бомбардир Кубка Швеції: 2014-15 (7 голів)